# 阿布蘭卡
48°44′6″N 23°6′5″E / 48.73500°N 23.10139°E
阿布蘭卡（烏克蘭語：Абранка），是烏克蘭西部的村莊，隸屬外喀爾巴阡州的穆卡切沃區。該村始建於1611年，面積1.75平方公里，海拔高度439米，2001年人口589，人口密度每平方公里336.96人。